# Hagymaszobor

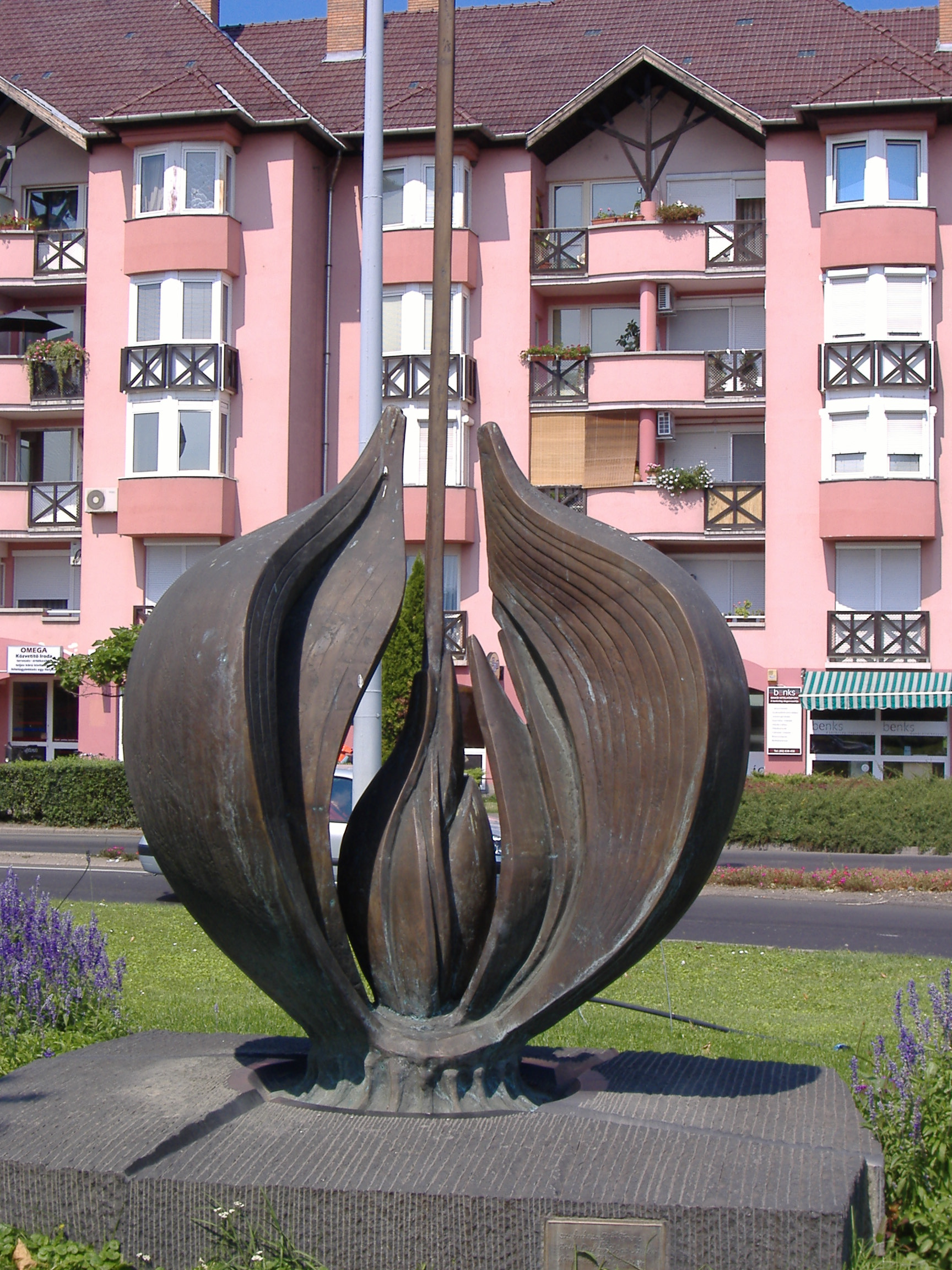
A Hagymaszobor

A Hagymaszobor Makón található, a Belvárosban. A makói vöröshagymának állít emléket, a város egyik jelképe.
Az önkormányzat 1997 őszén pályázatot írt ki köztéri szobor elkészítésére „Hagyma és ember” címmel. A megbízást Sütő Ferenc, pécsi szobrász kapta. A képviselő-testület 1999-ben elfogadta Makó város szobortervezetét 1999-2002 évekre szólóan. Még ebben az évben megkezdődtek a bronzöntés munkálatai, megtörtént a szobor új helyének kijelölése, elkészültek az építészeti tervek. A következő évben az alapozási, tereprendezési munkálatok zajlottak. Az öntő a szentendrei Galambos Sándor volt, a kőmunkát a komlói Südgránit Kőfeldolgozó Kft. végezte. Az elkészült szobrot 2000. május 5-én, városnapon avatták fel. Az eseményen részt vett Hans Beck, a Magyarországi Régiók Brüsszeli Képviseletének igazgatója.
Az alkotás a város szoboremblémája. Nem általában a vöröshagymát, hanem jellegzetesen a népi nemesítéssel kialakított makói (ún. vállas) tájfajta hagymát ábrázolja művészien. Sütő Ferenc nem valóságos hagymát mintázott meg, hanem a növény lényeges szerkezeti elemeit hangsúlyozta. A megújulást szimbolizálja a két erőteljes hagymaforma, ami a sarjadó, feltörő fiatal hagymahajtásokat fogja össze. Bár utal a hagymára, de egyben nonfiguratív is.
A szobor talapzatán táblát helyeztek el, amire a következő szöveg került: „Készült a makói polgárok akaratából és abban a reményben, hogy a makói hagyma van, volt, lesz.”
A Makói Nemzetközi Hagymafesztiválon 2001 óta évente átadásra kerülő Aranyhagyma-díj a Hagymaszobor 1:10-es kicsinyített bronzplasztikája.